# Anrode

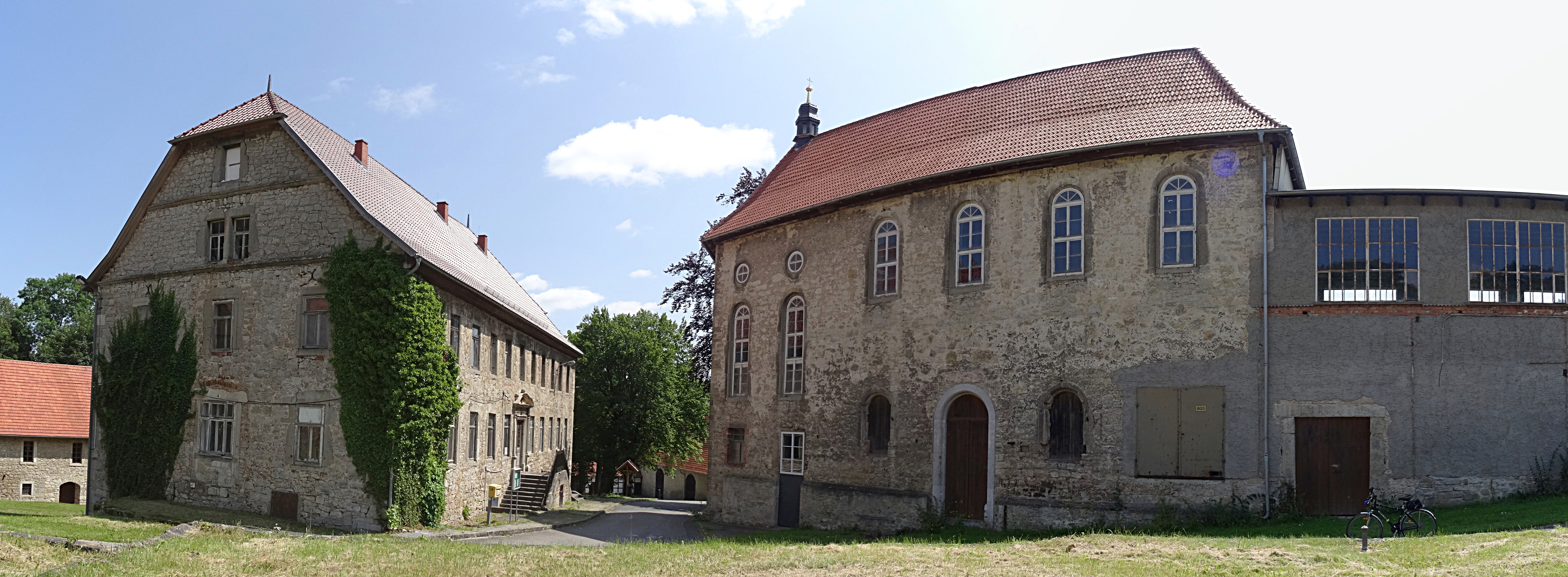
Kloster Anrode, Probstei/Herrenhaus und Kirche

Anrode war eine Gemeinde am Rande des Eichsfeldes und lag im Unstrut-Hainich-Kreis in Thüringen.

## Lage
Die Gemeinde Anrode lag nordwestlich von Mühlhausen im Bereich des Übergangs aus der Unstrutniederung zu den Eichsfelder Übergangs- und Höhenlagen. Durch das Gemeindegebiet führte die Bundesstraße 247 im Abschnitt Mühlhausen – Dingelstädt.

## Geschichte
Ein Dorf Aninnrod wurde im März 1197 erstmals urkundlich erwähnt. Vermutlich 1267 wurde das Kloster Anrode in dem Ort gegründet, als Heinrich Kämmerer von Mühlhausen den Nonnen seine Güter und die Kirche in Anninrod schenkte. Nachdem das Kloster durch Schenkung oder Kauf in den Besitz aller Höfe und Ländereien des Dorfes gekommen war, verschwand der Ort vermutlich im 13. Jahrhundert.
Das Kloster Anrode gab der 1997 neu gebildeten Einheitsgemeinde ihren Namen.
Die Gemeinde Anrode wurde am 1. Januar 1997 aus den fünf bis dahin selbstständigen Gemeinden Bickenriede, Dörna, Hollenbach, Lengefeld und Zella gebildet.  Bickenriede, Dörna, Hollenbach und Zella hatten zuvor der Verwaltungsgemeinschaft Landgraben-West angehört.
Am 1. Januar 2023 wurde die Gemeinde Anrode aufgelöst. Bickenriede und Zella schlossen sich der Stadt Dingelstädt im Landkreis Eichsfeld an, Dörna und Lengefeld der Gemeinde Unstruttal sowie Hollenbach der Stadt Mühlhausen/Thüringen.

## Politik

### Gemeindegliederung
Anrode bestand aus den fünf Ortsteilen
- Bickenriede
- Dörna
- Hollenbach
- Lengefeld
- Zella mit Breitenbich

Bickenriede war der bevölkerungsreichste Ortsteil und zugleich Sitz der Gemeindeverwaltung.

### Ehemaliger Gemeinderat
Der Gemeinderat von Anrode bestand aus dem Bürgermeister und 16 Ratsfrauen und Ratsherren:
- CDU: 10 Sitze
- FWGA: 5 Sitze
- Bürgerliste Anrode: 1 Sitz

(Stand: Kommunalwahl am 26. Mai 2019)

### Ehemaliger Bürgermeister
Bei der Wahl am 22. Februar 2015 wurde Jonas Urbach (CDU) zum Bürgermeister gewählt.

## Wirtschaft und Infrastruktur

### Wasser und Abwasser
Die Trinkwasserver- und Abwasserentsorgung wurde auf den Zweckverband Wasserversorgung und Abwasserentsorgung Obereichsfeld übertragen.

## Kultur und Sehenswürdigkeiten

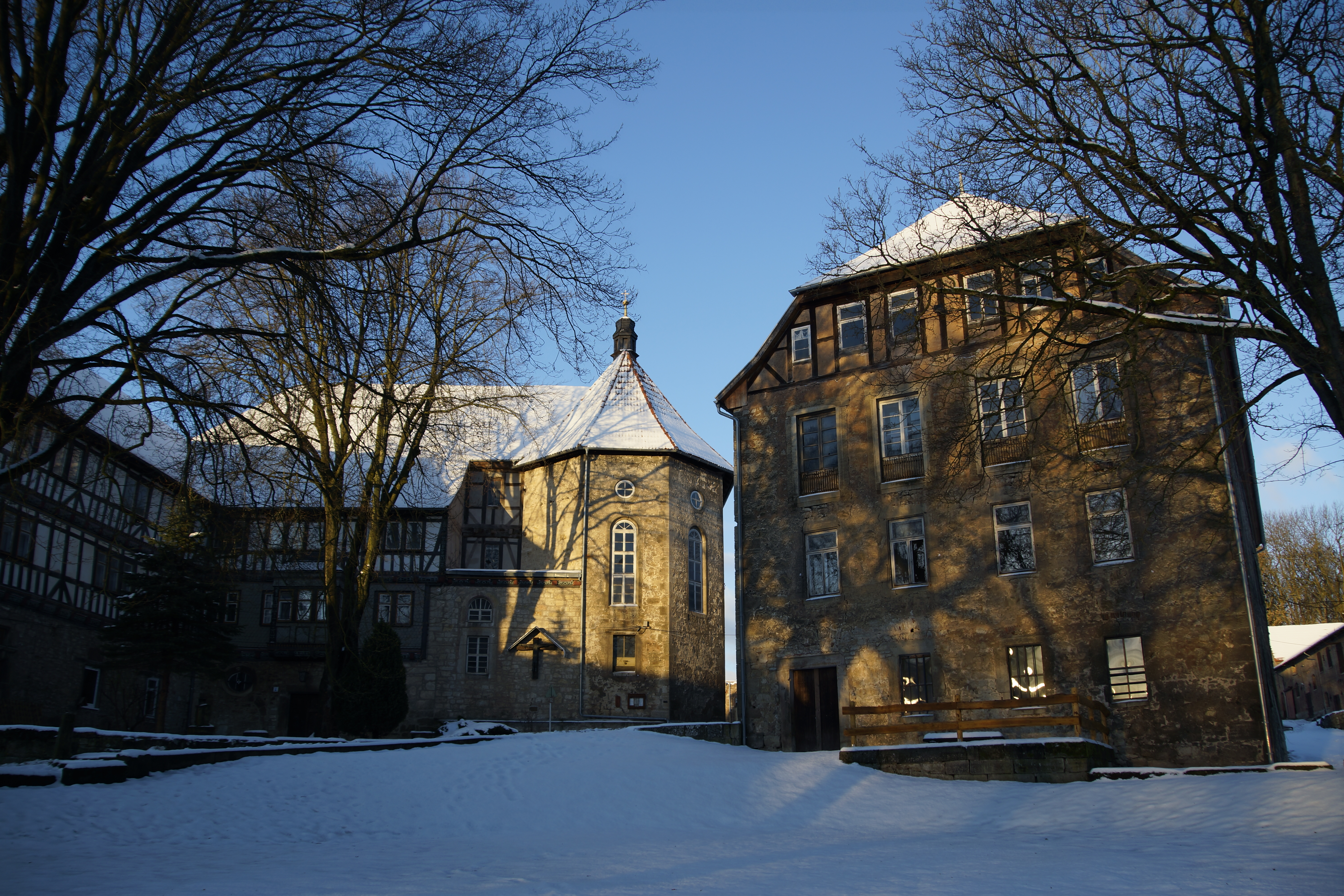
Kloster Anrode

Eine Sehenswürdigkeit von überregionaler Bedeutung ist das Kloster Anrode, auf dessen Gelände mehrmals jährlich der Bauernmarkt Anrode stattfindet.

## Persönlichkeiten

### Söhne und Töchter der Gemeinde
- Johann Friedrich Wender (1655–1729), Orgelbauer, hatte seine Werkstatt in Mühlhausen
- Adolf von Glümer (1814–1896), preußischer General der Infanterie
- George Atzerodt (1835–1865), Mitverschwörer des Attentats auf Abraham Lincoln
- Vitus Recke (1887–1959), Zisterzienserpater, Abt von Himmerod
- Karl Künstler (1901–vermutlich 1945), SS-Obersturmbannführer, Lagerkommandant des Konzentrationslagers Flossenbürg